# Dioptrochasma sphingata
Dioptrochasma sphingata är en fjärilsart som beskrevs av Karsch 1895. Dioptrochasma sphingata ingår i släktet Dioptrochasma och familjen mätare. Inga underarter finns listade i Catalogue of Life.